# مريمين (سمعان)
مريمين  قرية سوريّة تتبع إداريّاً لمحافظة حلب منطقة جبل سمعان ناحية الحاضر، بلغ تعداد سكانها 1,045 نسمة حسب التعداد السكاني لعام 2004.